# Скотт, Трэвис (хоккеист)
Трэвис Скотт (англ. Travis Scott; род. 14 сентября 1975, Каната, Онтарио, Канада) — профессиональный канадский хоккеист, вратарь.

## Биография
В хоккей начал играть в 1993 году. В основном выступал в низших лигах Северной Америки. В Национальной хоккейной лиге сыграл всего одну игру за «Лос-Анджелес Кингз». С сезона 2005/2006 выступал за российский клуб Металлург Магнитогорск.
В 2007 году стал Чемпионом России в составе Магнитогорского Металлурга.
В 2008 году с Металлургом стал обладателем Кубка Европейских Чемпионов (КЕЧ), финальный турнир проходил в январе в Санкт-Петербурге.
В начале 2011 года перешёл в команду Трактор(Челябинск).